# هایراپت گالستیان
هایراپت مسروپی گالستیان (ارمنی: Հայրապետ Մեսրոպի Գալստյան؛  زادهٔ ۳۱ اوت ۱۹۳۹ - درگذشته ۱۴ دسامبر ۲۰۲۴) استاد، پزشک و سرطان‌شناسی اهل ارمنستان بود.

## زندگی
وی در ۳۱ اوت ۱۹۳۹ در ایروان به دنیا آمد و از دانشگاه پزشکی دولتی ایروان فارغ‌التحصیل گشت. همچنین برندهٔ جوایزی همچون مدال مخیتار هراتسی (۱۹۹۹)، شهروند افتخاری ایروان (۲۰۰۶)، مدال رونتگن (۲۰۰۳)، مدال ارلیخ (۲۰۰۰) و مدال نقره ایوان پاولوف (۱۹۹۹) شده است. وی در ۱۴ دسامبر ۲۰۲۴ در سن ۸۵ سالگی درگذشت.

## یادداشت
1. ↑  Հայաստանի Հանրապետության հանրային խորհրդի անդամներ
2. ↑  բժշկական գիտությունների դոկտոր